# Whole Again
"Whole Again" é uma canção do girl group britânico Atomic Kitten, lançada como primeiro single do relançamento de seu álbum de estréia Right Now (2001). É o single mais vendido do grupo até hoje e foi o último single da integrante fundadora Kerry Katona, que deixou o grupo no meio da promoção do single. "Whole Again" foi o primeiro single lançado do álbum na Europa, Austrália, Nova Zelândia e África do Sul. Foi um sucesso massivo, atingindo o número um em vários países, e vendeu 1 milhão de cópias no Reino Unido sozinho. Entre os escritores da canção está o ex integrante do OMD e fundador do Atomic Kitten, Andy McCluskey, que alcançou o seu único número um no Reino Unido com a faixa.
Após a partida de Katona, ela foi substituída alguns dias depois por Jenny Frost, logo após o single alcançou a posição de número um no Reino Unido. Como resultado, o vídeo da música foi refilmado e os vocais de Frost apareceram na reedição do álbum Right Now, sendo um dos singles de maior sucesso do grupo.

## Antecedentes e lançamento
Após o fracasso do single anterior "Follow Me" e do lançamento inicial de seu álbum de estréia, Right Now, Atomic Kitten insistiu para a Virgin Records as deixarem lançar o single como uma última tentativa de ainda manter seu contrato de gravação. Durante a promoção para o single, a integrante fundadora Kerry Katona anunciou sua gravidez e decisão de deixar o grupo. Com a liberação do single, o grupo optou por Jenny Frost como substituta e continuou sua campanha promocional do single. Surpreendentemente o single se tornou um sucesso massivo, batendo o U2 ao atingindo o número um no Reino Unido, E permanecendo lá por quatro semanas consecutivas.
Em uma raro lançamento asiático do seu álbum Right Now, a música "Whole Again" apresenta todas as partes cantadas por Katona com apenas o coro cantado pelas outras integrantes, que foi retirado da versão japonesa de Right Now. Entretanto, a reedição do álbum caracteriza os novos vocais de Jenny Frost. Esta versão substitui a versão de Katona para o airplay de rádio, e foi lançada como uma faixa bônus em versões internacionais do segundo álbum do grupo, Feels So Good. A primeira parte da música é idêntica à de "Walk on By" de Burt Bacharach e Hal David.

## Videoclipe
O vídeo da música "Whole Again" foi filmado em um orçamento pequeno, devido ao fracasso comercial do single anterior "Follow Me". Ele apresenta as três meninas cantando na frente de um fundo branco liso, semelhante ao Sugababes no vídeo da música "Overload". A versão original apresenta Kerry Katona, que havia deixado o grupo como o vídeo foi refeito, com a nova integrante Jenny Frost.
Como resultado do enorme sucesso do single em muitos mercados internacionais, um segundo videoclipe foi filmado para lançamento nos EUA com um orçamento muito maior. Esta versão caracteriza as três integrantes do grupo, andando pelas ruas de Los Angeles, em seguida em um campo, acolhendo mais pessoas, na medida em que vão andando. O vídeo termina com a câmera capturando do alto, o grupo de pessoas juntas em forma da cabeça de um gatinho. Essa versão unicamente para o mercado americano, não lançada como vídeo oficial da música, devido a semelhança com os Ataques de 11 de setembro, mas o vídeo pode ser visto em muitos canais de televisão britânicos.

## Performance comercial
O Single debutou no número um no Reino Unido com vendas na primeira semana de 69.286 cópias, E desde então conseguiu vender mais de 1.000.000 de cópias no Reino Unido. Ficou no topo do UK Singles Chart durante quatro semanas, tornando-se o número mais longo de um gráfico desde o Westlife no Natal de 1999, e o único single que aumentou em vendas semanais durante cada semana em número 1. É o quarto single mais vendido por um girl group de todos os tempos, depois de "Wannabe" e "2 Become 1" das Spice Girls e "Never Ever" das All Saints respectivamente, além de ser o single de um grupo feminino mais vendido da década. Até novembro de 2016, continua sendo a música mais vendida do século XXI no Reino Unido por um girl group.
Na Austrália, alcançou o segundo lugar nas paradas, sendo certificado platina duplo por vendas de mais de 140.000 cópias. O single também foi lançado na Alemanha e Nova Zelândia, onde garantiu uma posição número um por seis semanas consecutivas em ambos os países. Na Alemanha, o single foi certificado platina, um dos três singles por um grupo feminino a ser certificado Platina no país; Os outros são "Daylight in Your Eyes" das No Angels e "Shame" das Monrose. O single foi certificado platina duplo na Nova Zelândia, um dos singles mais vendidos por um girl group de todos os tempos lá. Ao todo a canção alcançou o maior sucesso no Reino Unido, Alemanha, Nova Zelândia, Áustria, Países Baixos, Irlanda, Turquia, Singapura e África do Sul e vendeu 2 milhões de cópias em todo o mundo.

## Faixas
UK CD1
1. "Whole Again" – 3:03
2. "Holiday" – 3:13
3. "Whole Again" (Whirlwind Mix) – 3:05

UK CD2
1. "Whole Again" – 3:03
2. "Whole Again" (Original Version) – 3:19
3. "Locomotion" – 3:32

UK Cassette
1. "Whole Again" – 3:03
2. "Locomotion" – 3:32

### Versões oficiais
- Whole Again (Versão original do álbum no japão) - 3:18
- Whole Again (versão do álbum no Reino Unido em 2000) - 3:06
- Whole Again (versão do álbum no Reino Unido em 2001) - 3:06
- Whole Again ("Feels So Good" Version, 2002) - 3:06
- Whole Again (Whirlwind Mix) - 3:06
- Whole Again (M*A*S*H Radio Mix) - 3:51
- Whole Again (M*A*S*H Master Mix) - 7:16

## Créditos
- Vocalistas: Natasha Hamilton, Liz McClarnon e Kerry Katona
- Vocalistas relançamento: Natasha Hamilton, Liz McClarnon e Jenny Frost
- Produção vocal: Engine/Padley & Godfrey
- Gravado em Motor Museum Studios, Liverpool, Inglaterra
- Composição: Bill Padley, Stuart Kershaw, Andy McCluskey e Jem Godfrey
- Álbum: Right Now

## Desepenho nas tabelas musicais
| Chart (2001)                                   | Maior posição |
| ---------------------------------------------- | ------------- |
| O campo songid é OBRIGATÓRIO PARA PARADA ALEMÃ | 1             |
| Austrália (ARIA)                               | 2             |
| Áustria (Ö3 Austria Top 75)                    | 1             |
| Bélgica (Ultratop 50 de Flandres)              | 4             |
| Dinamarca (Hitlisten)                          | 10            |
| Escócia (Scottish Singles Chart)               | 1             |
| Espanha (PROMUSICAE)                           | 20            |
| Europa (European Hot 100 Singles)              | 1             |
| França (SNEP)                                  | 21            |
| Irlanda (IRMA)                                 | 1             |
| Nova Zelândia (Recorded Music NZ)              | 1             |
| Países Baixos (Dutch Top 40)                   | 1             |
| Países Baixos (Single Top 100)                 | 1             |
| Reino Unido (UK Singles Chart)                 | 1             |
| Suécia (Sverigetopplistan)                     | 4             |
| Suíça (Schweizer Hitparade)                    | 2             |

| Chart (2001)                               | Posição |
| ------------------------------------------ | ------- |
| Alemanha (German Singles Chart)            | 5       |
| Austrália (Australian Singles Chart)       | 10      |
| Áustria (Austrian Singles Chart)           | 7       |
| Bélgica (Belgian Singles Chart) (Flanders) | 29      |
| Europa (European Hot 100 Singles)          | 7       |
| Irlanda (Irish Singles Chart)              | 8       |
| Nova Zelândia (New Zealand Singles Chart)  | 3       |
| Reino Unido (UK Singles Chart)             | 4       |
| Suíça Swiss Singles Chart                  | 16      |

| Chart (2000–2009)               | Posição |
| ------------------------------- | ------- |
| Alemanha (German Singles Chart) | 97      |
| Reino Unido (UK Albums Chart)   | 13      |
| Países Baixos                   | 41      |

## Vendas e certificações
| Região                                                                                             | Certificação | Vendas    |
| -------------------------------------------------------------------------------------------------- | ------------ | --------- |
| Alemanha (BVMI)                                                                                    | Platina      | 500,000^  |
| Austrália (ARIA)                                                                                   | 2× Platina   | 140,000^  |
| Áustria (IFPI Áustria)                                                                             | Ouro         | 20,000*   |
| Nova Zelândia (RMNZ)                                                                               | 2× Platina   | 30,000*   |
| Países Baixos (NVPI)                                                                               | Platina      | 40,000^   |
| Reino Unido (BPI)                                                                                  | Platina      | 1,010,000 |
| Suécia (GLF)                                                                                       | Ouro         | 20,000^   |
| Suíça (IFPI Suíça)                                                                                 | Ouro         | 20,000^   |
| *números de vendas baseados somente na certificação ^distribuições baseadas apenas na certificação |              |           |

## Outras versões
A girl group sueca Play fez uma cover de "Whole Again".